# František Nušl (konstruktér)
František Nušl (11. srpna 1899 Hradec Králové – 1975 Praha) byl československý konstruktér motocyklu Itar 350, úspěšný motocyklový závodník na strojích B.S.A., šéfinženýr (1934–1945) továrny na letecké motory Walter. V letech 1945–1946 byl členem národní správy a v letech 1946–1950 technickým ředitelem n.p. Motorlet.

## Život

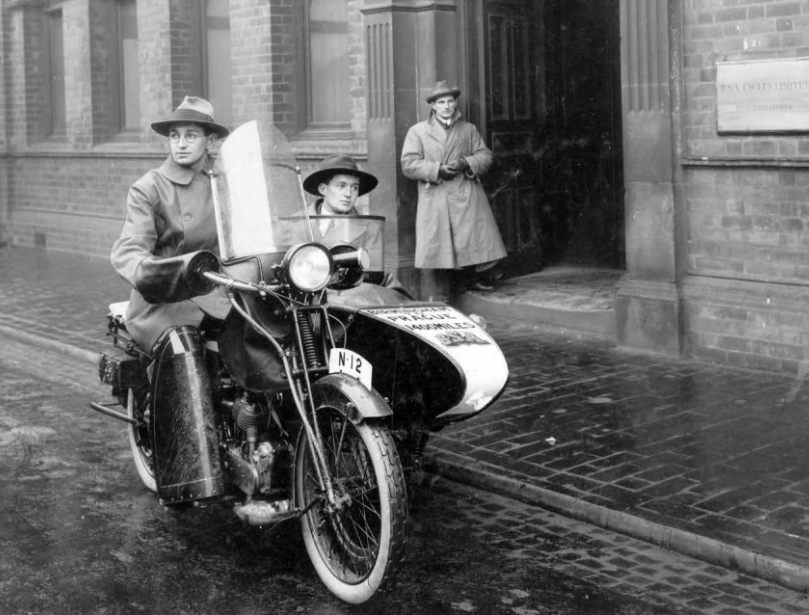
Augustin Šulc a František Nušl, sidecar B.S.A., Birmingham 1922

Jeho otcem byl prof. dr. František Nušl (3. prosince 1867, Jindřichův Hradec – 17. září 1951, Praha) český astronom, spoluzakladatel Ondřejovské hvězdárny, dlouholetý předseda České astronomické společnosti, místopředseda Mezinárodní unie astronomické (1928–1935) a vysokoškolský pedagog. Oženil se 1. září 1898 v Miličíně s učitelkou Aloisií Doležalovou (4. června 1872, Jindřichův Hradec –1957, Praha). Přestože budoucí prof. Nušl tehdy bydlel v Hradci Králové (č.p. 266) a byl středoškolským profesorem, od roku 1888 přešel souběžně studovat do Prahy na Karlovu univerzitu. Vyučoval tehdy na c.k. vyšší reálné škole v Hradci Králové. V roce 1899 se jim narodil syn František a o rok později druhý syn Jan (1900–1986), který byl v dospělém věku sochařem, restaurátorem a šperkařem. Byl znám i pod přezdívkou Honda. Roku 1904 se s rodiči přestěhoval do Prahy (Královské Vinohrady, U vodárny 1226/6), kde se v Junáku seznámil s Karlem a Augustinem Šulcovými a stejné přátelství jej pojilo také s bratry, Milošem a Václavem M. Havlovými. V roce 1906 do rodiny přibyla sestra Jiřina (17.12.1906-21.9.1995). Pozdější historička umění (PhDr.) se provdala za architekta Jana Sokola a byla matkou filosofa Jana Sokola.

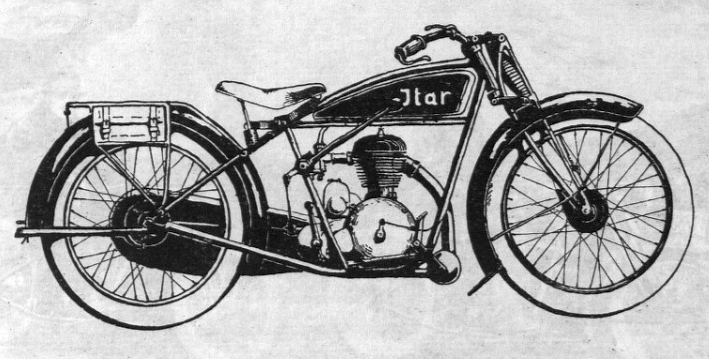
Itar 350 Františka Nušla (Auto č.11, 1922, s. 538–539)

František Nušl zahájil studia na Českém vysokém učení technickém v Praze, ale brzo je přerušil. Jako student techniky pracoval v letech 1922–1923 v radlické továrně Itar (Automontage J. Janatka), kde zkonstruoval motocykl, čtyřtaktní stroj Itar 350. Byl to jednoválcový čtyřtakt o objemu válců 353,4 cm³ a výkonu 2 kW (2,75 k). Měl motor o vrtání 75 a zdvihu 80 mm a rychlostní skříň v jednom bloku s motorem. Tento stroj se však nevyráběl, protože v roce 1923 byla firma "zahlcena" výrobou motocyklů Itar 710 pro československou armádu.

## Motocyklový závodník na B.S.A.
Během studií (a také když je přerušil) pracoval s bratry Augustinem a Karlem Šulcovými v jejich firmě Bratři Šulcové (založena 1. března 1923, Kaprova č.p. 14/13 a později Konviktská 1013/6) na dovoz anglických motocyklů B.S.A. (Birmingham Small Arms Company). Společné kamarádství vedlo Nušla a zvláště Augustina Šulce (1900-1979) nejen ke společným zahraničním výpravám, ale také k účasti na motocyklových soutěžích. Například v prosinci 1922 Augustin Šulc a Ing.C. František Nušl navštívili výstavu motocyklů v Londýně a také továrnu B.S.A. v Birminghamu. Cestu vykonali na sidecaru B.S.A. a A. Šulc o tom napsal článek do magazínu Auto. (Birmingham-Praha s 6 HP B. S. A. sidecarem). František Nušl do téhož čísla napsal článek Z londýnské výstavy motocyklů. Na jaře 1923 podnikl A. Šulc, F. Nušl a p. Vlk na sidecarech B.S.A. podobnou dálkovou jízdu do francouzského Calais a zpět do Prahy.

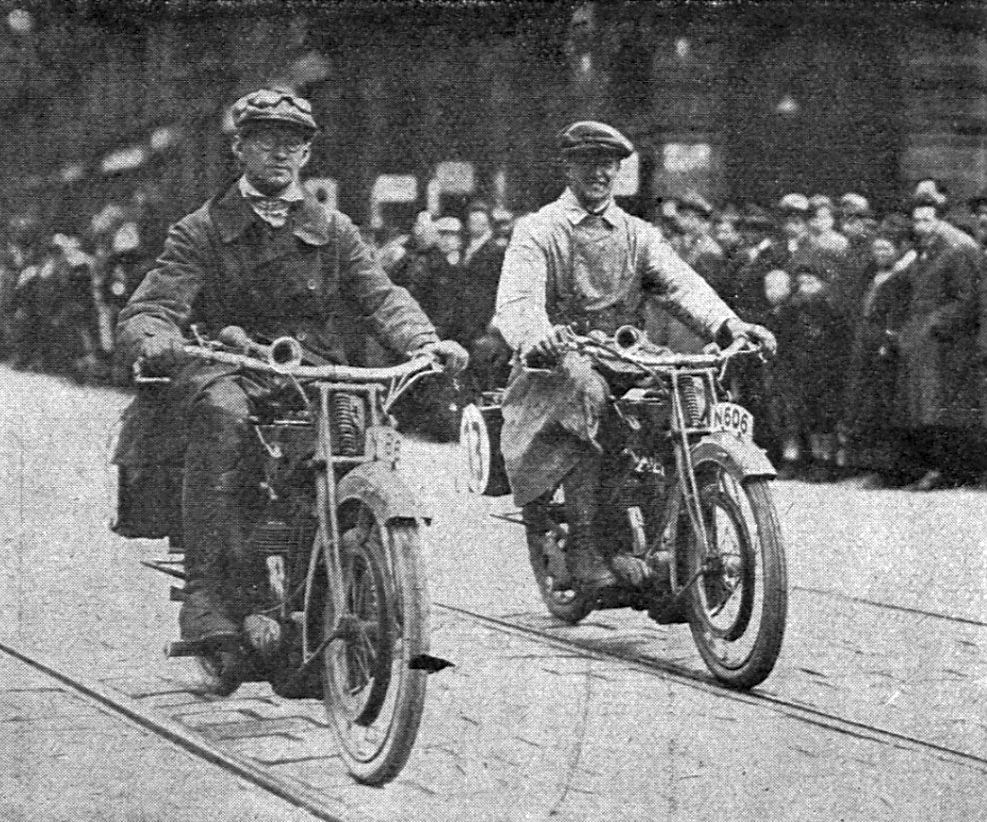
Augustin Šulc a František Nušl v cíli I. mezinárodní soutěže (1924)

V květnu 1924 se na motocyklu B.S.A. účastnil dvouetapové I. mezinárodní zkušební jízdy motorových kol, sidecarů a cyclecarů, kterou uspořádal AKRČs. Trasa měřila 650 km (I. etapa 370 km vedla z Prahy do Brna a pak přes Svitavy a Vysoké Mýto do Hradce Králové. Druhá etapa z Hradce vedla severem Čech do Jičína, České Lípy, Děčína, Teplic přes Slaný zpět do Prahy, 280 km). Tým B.S.A. tvořený jezdci A. Šulcem, F. Nušlem (oba B.S.A. 350) a Karlem Šedivým (B.S.A. 500) dojel bez trestných bodů s plným počtem 1000 bodů na zlaté medaile. Svoje autentické zážitky z jízdy popsal Nušl v článku Jak jsme jeli. O rok později (1925) se tato soutěž již jela na 1000 km. Tým B.S.A. ve složení ing.C. František Nušl (B.S.A. 250), Augustin Šulc a ing. Vladimír Gut (oba. B.S.A. 500) opět dojel s plným počtem bodů na zlatou medaili. Později tým B.S.A. vysílaný do soutěže firmou Bratři Šulcové jezdil ve složení Nušl, Gut (pozdější prodejce automobilů Bugatti) a Paštika, nicméně téměř vždy dojel na zlatou.
V letech 1924–1936 se celkem odjelo 13. ročníků Motocyklové soutěže spolehlivosti Československem. Nejprve se jezdila na 650 km, potom od II. ročníku na 1000 km a poslední ročníky od roku 1929 na 1500 km. Za dojetí bez trestných bodů byla udělována zlatá medaile AKRČs. František Nušl v letech 1924–8 zlatou medaili získal 4x. Za roky 1924–1931 lepší v tomto pohledu byli pouze H. Hieronymus, E. Stokuč, rotm. B. Saska a škpt. Vl. Kučka. Za ním skončili např. Zdeněk a Jiří Pohlové, ing. Vladimír Gut, J.F. Koch, Augustin Šulc, Bohumil Turek, Antonín Vitvar atd.
V roce 1925 sepsali ing.C. František Nušl a ing. Vladimír Balcar (pozdější konstruktér karoserií automobilů Walter např. karoserie Walter Regent a příležitostný soutěžní jezdec na voze Walter 4-B a Walter Super 6) knihu Rady a pokyny jezdců na motocyklech B.S.A.
Jeho otec byl v té době řádným univerzitním profesorem, řádným členem Čs. akademie a Královské české společnosti nauk, ředitelem čs. státní hvězdárny a členem Společenského klubu v Praze. Zřejmě synovi domluvil, aby konečně „nechal těch motorek“ a dostudoval. Pro tuto úvahu důkazy nejsou, nicméně František Nušl dostudoval a v roce 1928 se stal strojním inženýrem.

## Vilová čtvrť Barrandov
Ing. František Nušl s manželkou Jiřinou (1907-1986) byli první obyvatelé vilové kolonie na Barrandově v Hlubočepích na jihozápadním okraji Prahy, která vznikla z iniciativy bratrů Havlových, Václava a Miloše. Vila manželů Nušlových byla postavena v roce 1929 v ulici Pod Habrovou 153/14. Jejich dcera Eva se ve vilové čtvrti Barrandov narodila jako první "občánek". Na Barrandově měli vily Miloš Havel (Barrandovská 444/17) i Karel Šulc (1898-1986) s manželkou Hanou (Barrandovská 161/11). Rodiny Nušlových, Šulcových a Havlových si byly blízké. Miloš Havel byl Evě Nušlové za kmotra. Když ing. Václav M. Havel v roce 1927 založil vilovou čtvrť Barrandov a přivedl první obyvatele na dosud neobydlené a pusté území, zvolil za znak nové čtvrti pražského trilobita, jehož autorem byl sochař, Františkův mladší bratr Jan Nušl. "Honda" Nušl, žák prof. Jaroslava Horejce, vytvořil i novou putovní cenu pro Národní let ARČs. 1936.

## Pedagog a publikační činnost
V 20. letech často prezentoval odborné články ve specializovaném magazínu motoristů Auto. Mimo již dříve zmíněných to bylo v březnu 1923 pojednání Dvoutakt nebo čtyřtakt?, v listopadu 1923 to byl článek o motocyklech Scott. Od února 1928 do června 1929 v Národních listech vycházela Motocyklistova škola, jejímž autorem byl ing. František Nušl a měla přes 40 pokračování. Od roku 1934 přednášel na různá témata z leteckého oboru na Ústřední letecké škole a po válce v letech 1945/46–49/50 pro Vysokoškolský let na ČVUT např. O leteckých brzdách (1934), Dnešní stav a vývoj leteckých, pohonných jednotek (1949), Zkoušení leteckých motorů (1950) atd.

## Profesionální kariéra v továrně Walter
Po ukončení vysokoškolských studií na přelomu 20. a 30. let nastoupil do konstrukce v Akciové továrně automobilů Josef Walter a spol. v Praze XVII – Jinonicích, kde hlavním konstruktérem byl František Barvitius. V lednu 1932 se změnil název této firmy na Akciová společnost Walter, továrna na automobily a letecké motory. Počátkem roku 1934 byl Ing. František Nušl jmenován šéfinženýrem firmy Walter. Od tohoto okamžiku byl „podepsán“ pod všemi hvězdicovými a invertními leteckými motory, které továrna Walter vyrobila (hvězdicové: Pollux, Super Castor, Gemma, Bora a Scolar; invertní: Minor 4, 6, 12, Mikron, Major 4, 6 a Sagitta). Po zrušení konstrukce (technické kanceláře) v roce 1941 byl vedoucím zkušeben. Mimo to pro firmu podnikal zahraniční cesty na letecké výstavy a aerosalony, a to i po skončení 2. světové války, např. 24. června 1948 přednášeli ing. Štýdl a ing. Nušl v pražském Domě čs. inženýrů o americkém letectví a leteckém průmyslu. Vykonali totiž před nedávnem studijní cestu do USA. Byl jedním z mála předválečných, vrcholných managerů Walter, který „přežil“ v řídící funkci válku i znárodnění. 

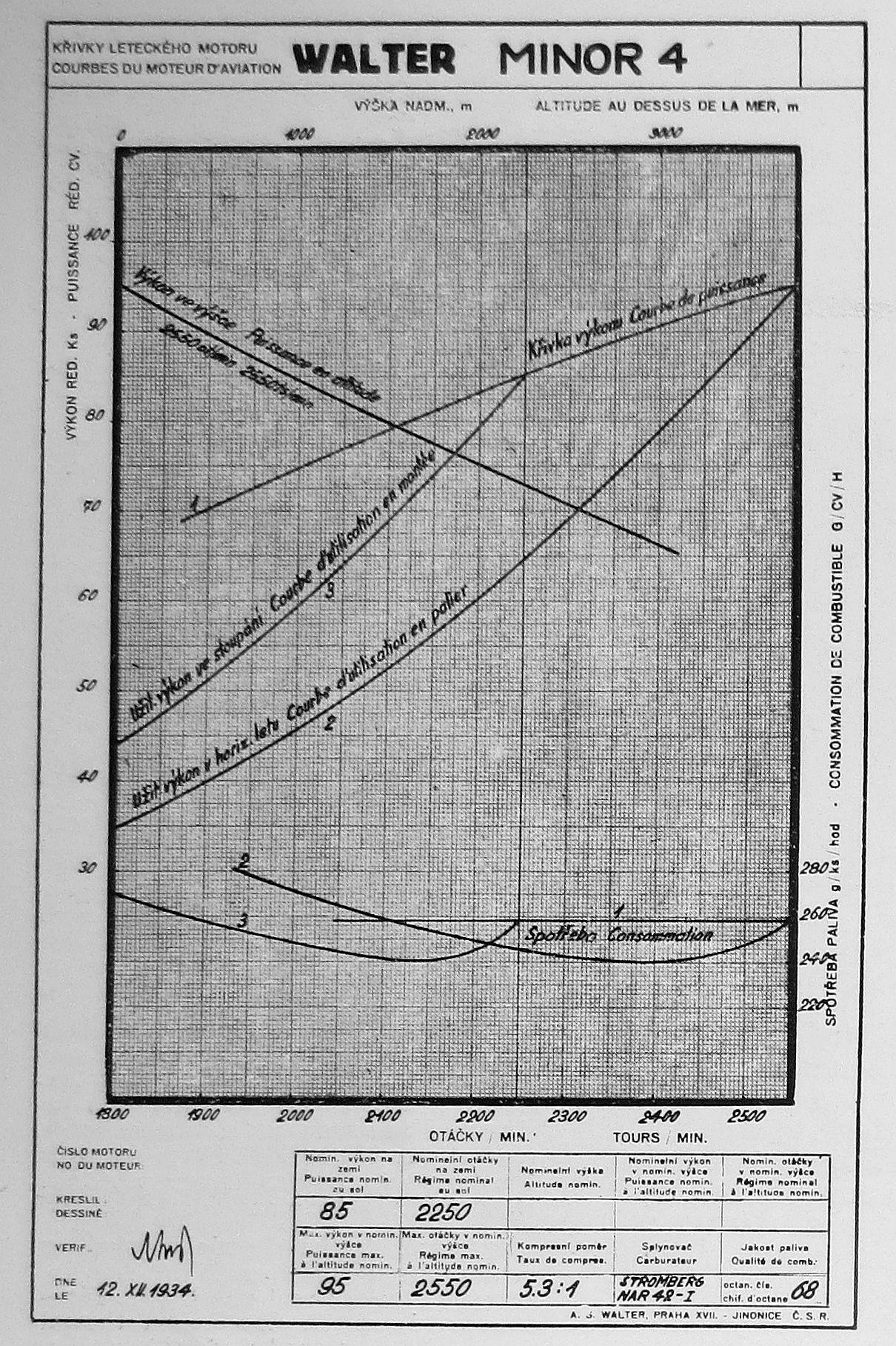
Charakteristiky motoru Walter Minor 4 (1934) s verifikací Františka Nušla

Po II. světové válce přešla jinonická továrna do vlastnictví státu znárodněním. Od 19.7.1945 vedla továrnu A.S. Walter, po výnosu ministerstva průmyslu, národní správa, jejímiž členy byli Josef Krátký, ing. Alois Krátký, ing. František Nušl, Theodor Svoboda a ing. Václav Šístek. Po znárodnění na podzim 1945 a po vzniku Leteckých závodů 01 k 1. červnu 1946 byl ředitelem závodu v Jinonicích ing. Stanislav Rejna (delegovaný ministerstvem průmyslu z libeňské Českomoravské), obchodním vedoucím závodu byl Josef Louma a technickým vedoucím závodu byl ing. František Nušl.
Při příležitosti úspěšné homologační zkoušky prvního čs. poválečného motoru Walter Minor 4-III se 9. února 1946 v továrně Walter konala slavnost. Za vládu republiky se slavnosti zúčastnil náměstek min. předsedy Kl. Gottwald, dále ministr průmyslu B. Laušman, v zastoupení ministra národní obrany L. Svobody velitel voj. letectví divizní generál A. Vicherek, v zastoupení ministra dopravy odborový přednosta Ing. Jan Bervida, za ÚRO poslanec Augustin Kliment, za pražskou obec náměstek primátora Dr. V. Vacek a další. V úvodu uvítal hosty předseda závodní rady D. Šmíd, zástupkyně žen a zástupce mládeže. O výrobním programu závodu pak promluvil člen národní správy ředitel Ing. František Nušl.
Podle vládního usnesení č. 1796 byl následně vydán 16. září 1947 Oběžník ředitele ČZKS (Československé závody kovodělné a strojírenské) n.p., kterým vstoupila v platnost Směrnice pro koordinaci a zdokonalování vývoje výrobků v národním kovoprůmyslu. Tímto dokumentem byli jmenováni pověřenci pro vývoj, zřízeny pracovní komise pro vývoj, zřízena vývojová střediska a ustanoveny poradní sbory pro vývoj. Pověřencem pro vývoj motorů byl jmenován technický ředitel závodu v Jinonicích ing. František Nušl. Toto rozhodnutí se později ukázalo jako nepříliš šťastné, protože se v Jinonicích sešly min. 3 konstruktérské skupiny motorů (tzv. sloučené letecké konstrukce měly vlastně 6 skupin, dále mj. vrtule). Domácí ing. Bohuslav Šimůnek (pístové, řadové motory), z ČKD-Praga ing. Jaroslav Kruliš (pístové ploché motory) a z bývalé pražské kanceláře Argus Václav Kačírek (pístové, vidlicové motory). Kapacita prototypové výroby však byla jen jedna. Navíc se připravovala výroba proudových motorů. 
Do podzimu 1950 bylo zatčeno, uvězněno a obviněno 9 osob, z toho 5 zaměstnanců Motorletu. Byli to ředitel závodu Václav Novotný, vedoucí technického úseku Ing. František Nušl, vedoucí výroby Antonín Frydrich, vedoucí pomocných provozů Jan Doležal a vedoucí plánování Bohumír Hamerník. Nušl byl ve vykonstruovaném procesu odsouzen k trestu odnětí svobody na 20 let (vč. peněžitého trestu 30000 Kčs a konfiskaci celého jmění), odseděl si 7,5 roku. Podle Zákona na ochranu lidově demokratické republiky č. 231/1948 a zákona o Státním soudu byla zpracována žaloba podaná Státní prokuraturou dne 6. ledna 1951 ke Státnímu soudu. Měla celkem osm stran a začínala slovy: „proti naší republice nevedou útoky jenom západní imperialisté a jejich spojenci, kteří ztratili u nás své továrny, velkostatky, a tedy možnost vykořisťovat a žít z bezpracných zisků, ale také pokorní sluhové bývalých kapitalistických pánů“. Kladla obviněným za vinu velezradu, rozvracení lidově demokratického zřízení a hospodářské soustavy republiky, vyzvídání a vyzrazení státního tajemství cizí moci (tehdy už emigrant Ing. Jan Bervida) na letecké výstavě v Paříži v květnu 1949, také kontakty s Titovou Jugoslávií (v souvislosti prodejem licence jinonického motoru Walter Minor 6-III) po 29. červnu 1948 jako nepřátelským státem (po roztržce Stalin-Tito), a dále sabotáž.
Po vynesení rozsudku 14. ledna 1950 byl Ing. Nušl vzhledem k věku (nad 50 let) umístěn v tzv. Vývojovém technickém oddělení ministerstva vnitra ve věznici v Opavě, kde spolu s jinými vězni pracoval na vývoji automatické převodovky pro osobní automobily Tatra. Příbuzní odsouzených a někteří odvážní obhájci sice zahájili ihned po rozsudku boj za jeho revizi, případně za udělení milostí, ale v tehdejší atmosféře hrdelních procesů to trvalo až do roku 1955, kdy byly rozsudky pro Ing. Františka Nušla a Ing. Karla Weyssera (uváděn i jako Weisser) alespoň částečně zmírněny, ale jejich vazba pokračovala. V roce 1957 se Krajský soud v Praze zabýval návrhem na přezkoumání a obnovu trestního stíhání odsouzených a dospěl k závěru, že proti odsouzeným bylo užito psychické a fyzické násilí, pod jehož tlakem doznali skutečnosti nezakládající se na pravdě, což bylo podepřeno i zprávami inspekce ministerstva vnitra. Rozhodl o obnově trestního stíhání ve prospěch odsouzených a rozsudek Státního soudu z roku 1951 v celém rozsahu zrušil. Konečnou tečku za celou smutnou kapitolou jinonické historie udělala teprve konečná a úplná rehabilitace obviněných, uskutečněná v roce 1990.

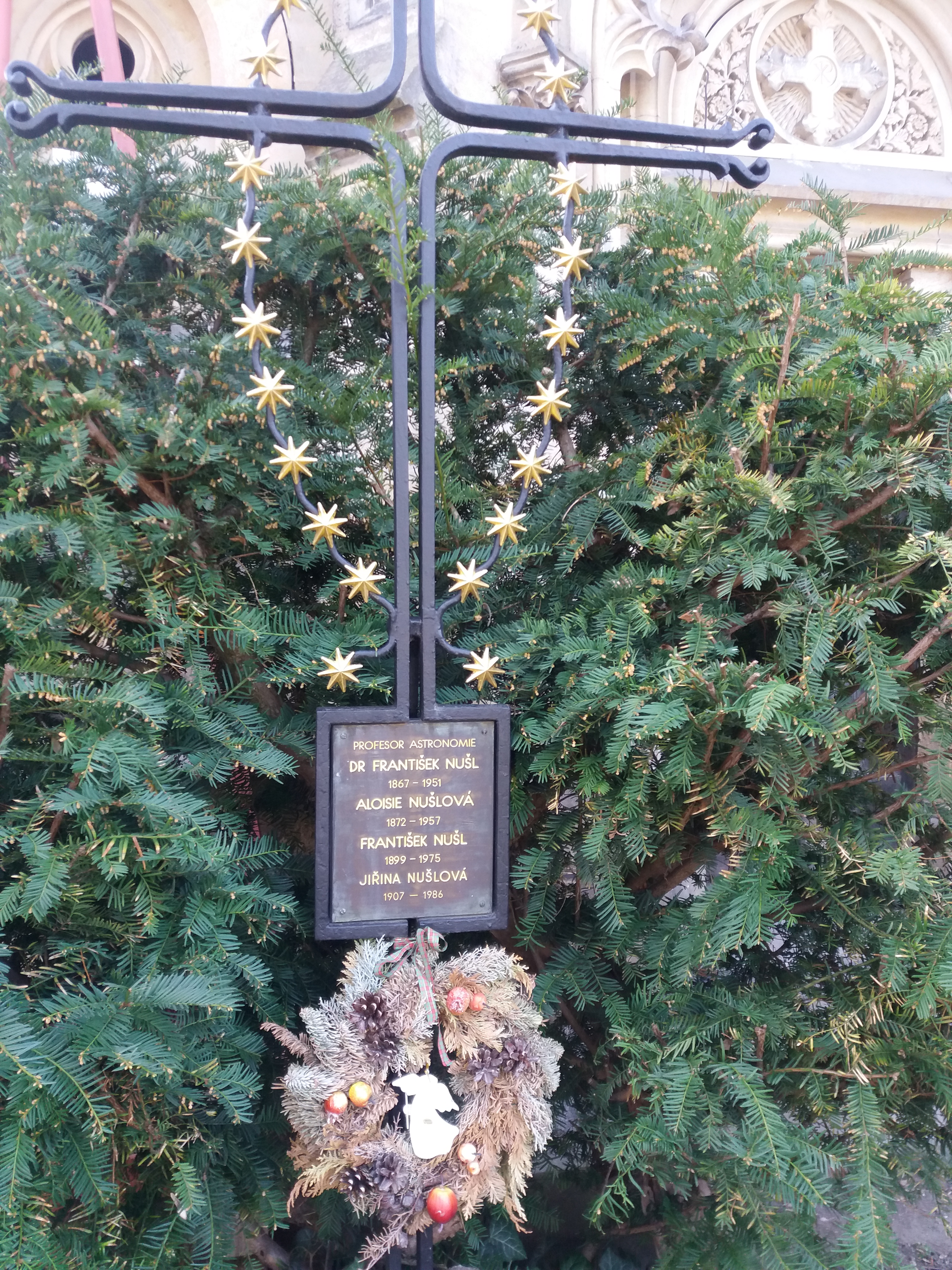
Hrob Františka Nušla

Ing. František Nušl byl veden od 22. února 1958 v Evidenci zájmových osob StB (EZO) pod spisovou značkou V-2653. Ze samotného záznamu v EZO nelze ve většině případů dohledat konkrétní důvod, proč dotyčnou osobu StB evidovala. Ve stejném dokumentu V-2653 byli StB vedeni např. Jan Anderle (tehdy šéfpilot továrny Aero), Jaroslav Janák (1910-2001, ředitel n.p. Motorlet 1954-1969, podniku v tom období mj. vyznamenaným 24. února 1958 Řádem Klementa Gottwalda), ing. Josef Kurzweil (manager firmy Walter v letech 1929-1945 a od roku 1945 ředitel leteckého prodeje na ministerstvu průmyslu), pplk. Josef Mores (letecký odbor na předválečném MNO a člen předsednictva Aeroklubu RČs.), ing. Karel Weysser (vedoucí technického oddělení ministerstva dopravy) atd. I tento dokument V-2653 nepřímo potvrzuje, že Státní bezpečnost bojovala proti všem (slavný československý pilot ale pozdější emigrant Anderle, technický ředitel a býv. vězeň Nušl, vyznamenaný a respektovaný ředitel Janák, ministerští úředníci Kurzweil, Mores, Weysser).
Ing. František Nušl zemřel v roce 1975 a je pohřben na Břevnovském hřbitově v oddělení C-17 a hrobě č. 30.